# Хемендкухан-ве-Кердер
Хемендкухан-ве-Кердер (перс. همند کوهان و کردر‎) — село на севере Ирана, в остане Тегеран. Входит в состав шахрестана Демавенд. Является частью дехестана (сельского округа) Джемабруд бахша Меркези.

## География
Село находится в восточной части остана, к югу от автодороги 79, на расстоянии приблизительно 14 километров (по прямой) к юго-востоку от города Демавенд, административного центра шахрестана. Абсолютная высота — 1798 метров над уровнем моря.

## Население
По данным переписи 2006 года население села составляло 45 человек (39 мужчин и 6 женщин). В Хемендкухан-ве-Кердере насчитывалось 37 домохозяйств. Уровень грамотности населения составлял 11,1 %. Уровень грамотности среди мужчин составлял 10,3 %, среди женщин — 16,7 %.
Среди жителей распространён язык тати.